# Чохонелидзе, Прокофий Васильевич
Прокофий Васильевич Чохонелидзе (1896 год, Борчалинский уезд, Тифлисская губерния, Российская империя — неизвестно, Болнисский район, Грузинская ССР) — бригадир колхоза имени Сталина Болнисского района, Грузинская ССР. Герой Социалистического Труда (1950).

## Биография
Родился в 1895 году в одном из сельских населённых пунктов Борчалинского уезда. С раннего возраста трудился в сельском хозяйстве. Во время коллективизации вступил в колхоз имени Сталина Болнисского района, где занимался выращиванием табака. В послевоенные годы — бригадир табаководческой бригады в этом же колхозе.
В 1949 году бригада под его руководством собрала в среднем с каждого гектара по 31,6 центнера листьев табака сорта «Трапезонд» на участке площадью 8,5 гектаров. Указом Президиума Верховного Совета СССР от 6 октября 1950 года удостоен звания Героя Социалистического Труда за «получение высоких урожаев кукурузы, табака и картофеля в 1949 году» с вручением ордена Ленина и золотой медали «Серп и Молот» (№ 5599).
Этим же указом званием Героя Социалистического Труда была награждена труженица колхоза имени Сталина бригадир Ольга Панаётовна Ксоврели.
После выхода на пенсию проживал в Болнисском районе. С 1969 года — персональный пенсионер союзного значения. Дата смерти не установлена.
Награды
- Герой Социалистического Труда
- Орден Ленина
- Орден Трудового Красного Знамени (19.03.1947)
- Медаль «За трудовую доблесть» (24.06.1946)